# Битва у місячному сяйві (1780)
Битва поблизу мису Сент-Вінсент (англ. Battle of Cape St. Vincent) або Битва поблизу мису Санта-Марія — морська битва, що відбулась 16 січня 1780 року під час Війни за незалежність США, в ході якої флот Великої Британії під проводом адмірала сера Джорджа Родні здобув перемогу над іспанською ескадрою під командуванням дона Хуана де Лангара. Також відома під назвою «Битва у місячному сяйві», оскільки відбулась вночі, що нехарактерно для доби вітрильного флоту.

## Розподіл сил

### Ескадра Джорджа Родні
| Назва         | Кількість гармат | Примітка               |
| ------------- | ---------------- | ---------------------- |
| Sandwich      | 90               | Флагман адмірала Родні |
| Royal George  | 100              |                        |
| Prince George | 90               |                        |
| Ajax          | 74               |                        |
| Alcide        | 74               |                        |
| Dublin        | 74               |                        |
| Bedford       | 74               |                        |
| Culloden      | 74               |                        |
| Cumberland    | 74               |                        |
| Defence       | 74               |                        |
| Edgar         | 74               |                        |
| Invincible    | 74               |                        |
| Marlborough   | 74               |                        |
| Monarch       | 74               |                        |
| Montague      | 74               |                        |
| Resolution    | 74               |                        |
| Terrible      | 74               |                        |
| Shrewsbury    | 74               |                        |
| America       | 64               |                        |
| Bienfaisant   | 64               |                        |
| Convert       | 32               |                        |
| Pearl         | 32               |                        |
| Triton        | 28               |                        |
| Pegasus       | 24               |                        |
| Porcupine     | 24               |                        |
| Hyaena        |                  |                        |

### Ескадра Хуана де Лангара
| Назва           | Кількість гармат | Примітка                  |
| --------------- | ---------------- | ------------------------- |
| Fenix           | 80               | Флагман; Захоплений       |
| Diligente       | 70               | Захоплений.               |
| Monarca         | 70               | Захоплений.               |
| San Agustin     | 70               |                           |
| Santo Domingo   | 70               | Знищений.                 |
| San Eugenio     | 70               | Захоплений, але відбитий. |
| San Lorenzo     | 70               |                           |
| San Julian      | 70               | Захоплений, але відбитий. |
| Princesa        | 70               | Захоплений.               |
| Santa Gertrudis | 26               |                           |
| Santa Rosalia   | 28               |                           |